# Boston College

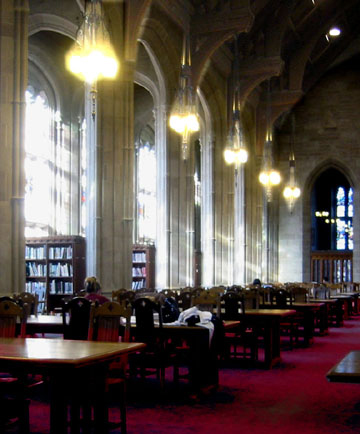
Biblioteca Bapst

Boston College és una universitat privada, catòlica, de la Companyia de Jesús, situada a Chestnut Hill, Massachusetts (Estats Units d'Amèrica). Forma part de l'Associació d'Universitats Jesuïtes (AJCU), en la qual s'integren les 28 universitats que la Companyia de Jesús dirigeix als Estats Units.

## Història
Boston College és la institució d'ensenyament superior més antiga de Boston. Va obrir les portes en 1863 a 22 alumnes al carrer Harrison. A causa del creixement del nombre d'alumnes, en 1907 es va decidir traslladar les instal·lacions als afores de Boston, i es va adquirir una granja de 700.000 m2 a 6 milles a l'oest de distància, en Chestnut Hill. El projecte de construir 20 edificis denominat Oxford a Amèrica, de Charles Donagh Maginnis, va ser triat per al desenvolupament del nou campus. En 1974, Boston College va comprar Newton College of the Sacred Heart, afegint 162.000 m2 complementaris al campus. En 2004 es van adquirir 172.000 m2 més de terreny a l'Arxidiòcesi de Boston, a l'altre costat de l'Avinguda Commonwealth, que es denomina Brighton Campus, i que inclouen l'antiga residència del cardenal.

## Esports
Boston College competeix en la Divisió I de la NCAA, en la Atlantic Coast Conference, excepte en hoquei sobre gel, que ho fa en l'Hoquei East. Destaca el seu equip de futbol americà, que juntament amb el dels Notre Dame Fighting Irish són els dos millors equips d'universitats catòliques nord-americanes.